# Tamaschke-Axiom
In der Affinen Geometrie, einem der Teilgebiete der Mathematik, ist das Tamaschke-Axiom (oder auch Dreiecksaxiom) eine derjenigen Aussagen, mit deren Hilfe sich die dort auftretenden Inzidenzgeometrien axiomatisch festlegen lassen. Das Axiom ist nach dem Tübinger Mathematiker Olaf Tamaschke benannt, der als erster seine Bedeutung für die Geometrie erkannte.

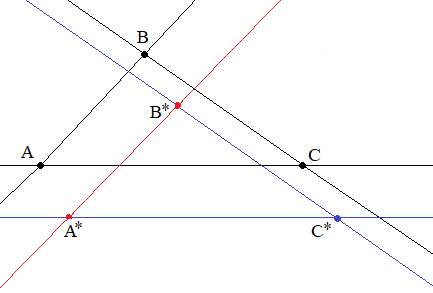

## Formulierung des Axioms
Das Tamaschke-Axiom fordert für Inzidenzgeometrien {\displaystyle {\mathcal {X}}}, die dem Verbindungsaxiom und dem Parallelenaxiom genügen, die folgende zusätzliche Eigenschaft:
Sind in {\displaystyle {\mathcal {X}}} fünf Raumpunkte {\displaystyle A,B,C,A^{*},B^{*}\in {\mathcal {X}}}  gegeben, wobei {\displaystyle A,B,C} nicht auf einer gemeinsamen Geraden liegen sollen, und sind hier die Geraden  {\displaystyle AB} und  {\displaystyle A^{*}B^{*}} parallel, so treffen sich die Parallele zu {\displaystyle AC} durch  {\displaystyle A^{*}} und die Parallele zu {\displaystyle BC} durch  {\displaystyle B^{*}} in einem gemeinsamen Schnittpunkt {\displaystyle C^{*}}.

## Axiomatik der affinen Räume
Gemäß der Darstellung von Albrecht Beutelspacher sind die affinen Räume genau diejenigen Inzidenzgeometrien, in denen sowohl
- das Verbindungsaxiom

als auch
- das Parallelenaxiom

als auch
- das Tamaschke-Axiom

erfüllt sind.